# Resolució 1882 del Consell de Seguretat de les Nacions Unides
La Resolució 1882 del Consell de Seguretat de les Nacions Unides fou adoptada per unanimitat el 4 d'agost de 2009. Després d'un llarg debat en la que el Secretari General Ban Ki-moon va fer una crida a "acabar amb la impunitat" a les parts en conflictes armats que cometen violacions i actes de violència contra infants, el Consell va decidir ampliar els criteris per incloure en l'anomenada llista de la vergonya publicada en virtut de la Resolució 1612 (2005) no sols aquells grups que usaven nens soldat, sinó també aquelles parts que cometin sis violacions greus contra els infants: 
- Reclutament i l'ús de nens soldat
- Matança i mutilació de nens
- Violació i altra violència sexual greu
- Segrestos de nens;
- Atacs a escoles i hospitals;
- Negació de l'accés humanitari als nens.

El document S/2009/158 enumera fins a 56 parts, inclosos 19 violadors persistents inclosos en els darrers quatre anys.